# Gornja Vrućica (Teslić)
Pour les articles homonymes, voir Gornja Vrućica.
Gornja Vrućica (en serbe cyrillique : Горња Врућица) est un village de Bosnie-Herzégovine. Il est situé dans la municipalité de Teslić et dans la république serbe de Bosnie. Selon les premiers résultats du recensement bosnien de 2013, il compte 449 habitants.

## Démographie

### Évolution historique de la population dans la localité
| 1948 | 1953 | 1961 | 1971  | 1981  | 1991  | 2013 |
| ---- | ---- | ---- | ----- | ----- | ----- | ---- |
| -    | -    | 967  | 1 403 | 1 615 | 1 590 | 449  |

|  |

### Communauté locale
En 1991, la communauté locale de Gornja Vrućica comptait 2 819 habitants, répartis de la manière suivante.